# Monohelea nigeriae
Monohelea nigeriae är en tvåvingeart som beskrevs av Ingram och John William Scott Macfie 1922. Monohelea nigeriae ingår i släktet Monohelea och familjen svidknott. Inga underarter finns listade i Catalogue of Life.